# 伊萬諾-弗蘭科夫斯克中央市場

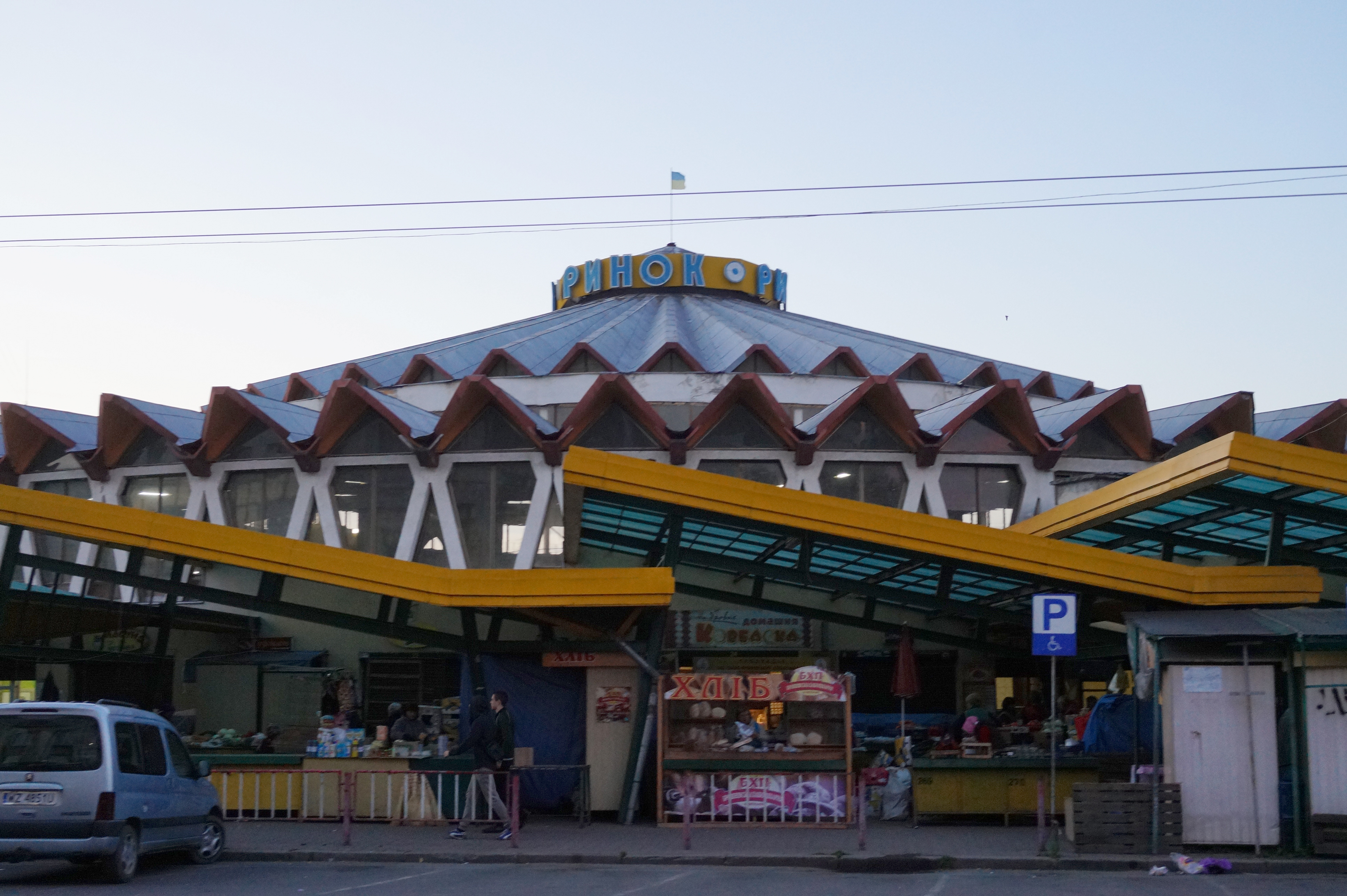
伊萬諾-弗蘭科夫斯克中央市場

伊萬諾-弗蘭科夫斯克中央市場（烏克蘭語：Центральний критий ринок Івано-Франківська）是位於烏克蘭伊萬諾-弗蘭科夫斯克的市場建築。

## 建築
市場位於德涅斯特街5號，佔地1.4167公頃，有1359個攤位。為一座現代主義風格建築，其結構為圓形，由建築師Zenoviy Davydyuk和設計師Orest Ivasyk在1980年代設計。它於1990年開業。

## 外部連結
- Facebook頁面

48°55′34″N 24°42′35″E / 48.9261628°N 24.7098021°E